# Thorin II Escudo de Carvalho
Thorin Escudo de Carvalho, nascido Thorin II Escudo de Carvalho (no original: Thorin Oakenshield) é um personagem fictício da obra O Hobbit, de J. R. R. Tolkien. Ele era o líder da Companhia de Anões que visam recuperar a Montanha Solitária de Smaug, o Dragão. Thorin é um anão, membro do Povo de Durin, ele é filho de Thráin II e neto do grande Rei Thrór.

## Nome e títulos
Tolkien empregou o nome de Thorin do poema nórdico antigo "Völuspá", parte da Edda poética. O nome "Thorin" (Þorinn) aparece na estrofe 12, onde é usado para um anão, e o nome "Oakenshield" (Eikinskjaldi) na estrofe 13. Os nomes também aparecem na Edda em prosa de Snorri Sturluson.
Como ele era o rei de Erebor, era chamado de Rei Sob a Montanha. O título passou para Dáin, seu primo e herdeiro mais próximo após sua morte.

## Biografia
Nascido no ano 2746 da Terceira Era, Thorin foi para o exílio após a tomada de Erebor pelo dragão Smaug em 2770, juntamente com os outros anões sobreviventes. Na Batalha de Azanulbizar em 2799, quando tinha apenas 53 anos (uma idade nova para um anão), marchou com um exército anão em Nanduhirion abaixo do Portão-Leste de Moria. O escudo de Thorin quebrou-se durante a batalha, e este passou a usar apenas um tronco de carvalho como defesa, assim ganhando o apelido ou sobrenome "Oakenshield" que significa Escudo de Carvalho.
Thorin tornou-se Rei no exílio dos povos de Durin como Thorin II Escudo de Carvalho após seu pai, Thráin II, ter desaparecido. Não demorou nem um século para que Thorin descobrisse que seu pai tinha sido capturado e torturado até a morte por Sauron. Trabalhou duro, fazendo muitas vezes coisas que até o momento não tinha experiência para saber e teve uma dose de prosperidade nas Montanhas Azuis. Entretanto nunca foi muito feliz lá, uma vez que o dragão e Erebor não saíam de seus pensamentos.
Em O Hobbit, ele e outros doze anões, na maior parte seus parentes ou membros da tribo de Durin, visitaram Bilbo Bolseiro. O conselho de Gandalf era empregá-lo como um ladrão, para roubar de volta o tesouro dos anões de Smaug. Além do tesouro, Thorin queria em especial a Pedra Arken, o coração da montanha. No terceiro livro da saga O Senhor dos Anéis é mencionado que Gandalf se encontrou com Thorin em Bri, em um dia completamente ao acaso e que aí decidiram se empreender na questão do tesouro.
Thorin é descrito como sendo muito sério e raramente sorrindo. Fala de seu repouso nas Montanhas Azuis como sendo um "alojamento pobre no exílio". Mesmo sendo mais velho na época de O Hobbit, ainda era muito capaz e um ótimo guerreiro. Foi o único, que no episódio, não foi pego totalmente de surpresa pelos Trolls, e ele lutou bravamente junto com Gandalf contra os Goblins. Mesmo assim, sua liderança não é particularmente distinta, e então ele não mostra muita sabedoria. Thorin é o primeiro a ser capturado pelos Elfos da Floresta e insiste que os outros anões não divulguem sua captura. É o primeiro a emergir dos tambores na Cidade do Lago e dos marços até aos líderes da cidade, declarando-se como o Rei Sob a montanha.
Thorin ficou furioso quando Bilbo roubou a Pedra Arken para ser usada como troca com um arqueiro chamado Bard. O conflito chamado A Batalha dos Cinco Exércitos começou com o ataque da montanha dos anões por Goblins e Wargs. Assim os anões tiveram que se unir com os Homens, os Elfos e as Grandes Águias. Durante a batalha Thorin foi ferido fatalmente, antes de morrer faz pazes com Bilbo, elogiando sua bravura e seu bom caráter. Suas últimas palavras foram:
| “ | Se mais de nós dessem mais valor à comida, bebida e música do que a tesouros, o mundo seria mais alegre. Mas, triste ou alegre, agora devo partir. Adeus! | ” |

Thorin recuperou a espada Élfica de nome Orcrist durante a história. Ele usou-a durante quase toda sua aventura, porém quando foi pego pelo Rei Élfico da Floresta das Trevas, Thranduil, a espada lhe foi confiscada. Após sua morte, tal espada foi colocada junto ao seu corpo, (a Pedra Arken foi colocada em um túmulo próprio) de modo que sempre sua lâmina incandesceria azul para que os inimigos nunca se aproximem da montanha de surpresa. Seu sucessor com Rei Sob a Montanha foi seu primo Dáin II Pé-de-ferro.

## Retratos em adaptações
Na versão animada de 1977 de O Hobbit, ele foi dublado por Han Conreid.
Na adaptação cinematográfica de O Hobbit (2012-2014), dirigida por Peter Jackson, Thorin é interpretado pelo ator inglês Richard Armitage e na versão brasileira é dublado por Márcio Simões.